# Malásia nos Jogos Olímpicos de Verão de 1964
A Malásia competiu nos Jogos Olímpicos de Verão de 1964, em Tóquio, Japão. Foi a primeira vez que o país competiu sob essa denominação, já que foi anteriormente chamado de Federação Malaia, enquanto Bornéu do Norte e Singapura enviaram delegações separadas para os jogos (Singapura ficaria separada novamente no futuro).

## Resultados por Evento

### Ciclismo
Estrada individual masculino
- Michael Andrew — não terminou (→ sem classificação)
- Zain Safarrudin — não terminou (→ sem classificação)
- Supaat Hamid — não terminou (→ sem classificação)
- Lim Stephen — não terminou (→ sem classificação)
- Baatar Ianjin — não terminou (→ sem classificação)